# Léo (Burquina Fasso)
Léo é uma cidade burquinense, capital da província de Sissili. Em 2012, sua população estava próximo de 32 658 habitantes.